# Proformica nitida
Proformica nitida är en myrart som beskrevs av Kuznetsov-ugamsky 1923. Proformica nitida ingår i släktet Proformica och familjen myror. Inga underarter finns listade i Catalogue of Life.